# Tozkoparan (Güngören)
 (mai 2025).
Si vous disposez d'ouvrages ou d'articles de référence ou si vous connaissez des sites web de qualité traitant du thème abordé ici, merci de compléter l'article en donnant les références utiles à sa vérifiabilité et en les liant à la section « Notes et références ».
Pour les articles homonymes, voir Tozkoparan.
Tozkoparan est un l'un des onze quartiers du district de Güngören sur la rive européenne d'Istanbul, en Turquie. En 2019, sa population s'élève à 18 798 habitants.

## Transports
Le quartier est desservi par les stations Davutpaşa-YTÜ et Merter de la ligne M1 du métro d'Istanbul.